# Angul Hammerich
Angul Hammerich, född 25 november 1848, död 26 april 1931, var en dansk musikhistoriker. Han var son till Frederik Hammerich, bror till Asger Hamerik och ingick 1874 äktenskap med Golla Hammerich.
Hammerich var ursprungligen anställd i Statsanstalten for Livsforsikring. Han intresserade sig samtidigt för musik och studerade violoncell för Rüdinger och Neruda. Hammerich skrev efter studier i utlandet Musiken ved Christian den IVs Hof (1892) och var 1896–1922 docent i musikhistoria vid universitetet i Köpenhamn. Hammerich författade dessutom Bronzelurerne i Nationalmuseet i København (1893), Studier over islandsk Musik (1900), Musikmindesmærker fra Middelalderen i Danmark (1912, häri bland annat sekvenser från domkyrkan i Lund) och J.P.E. Hartmann (1916). Sina studier över dansk musikhistoria samlade han i Danks Musikhistorie indtil ca. 1700 (1921). Hammerich var mycket intresserad av gamla musikinstrument och grundlade tillsammans med Carl Claudius musikhistoriska museet i Köpenhamn, vars ledare han var från 1898. I sin ungdom var Hammerich musikanmälare i olika tidningar och tidskrifter. I Danmark har Hammerich röjt väg för musikforskningen och genom sitt initiativ fått ämnet infört vid universitetet. Under de sista åren av sin ämbetstid utbildade han den generation av musikhistoriker, som under 1900-talets början ledde musikforskningen i Danmark.

## Utmärkelser
- Riddare av Dannebrogorden,  1895[2]
- Professors namn,  1908[2]
- Dannebrogsmännens hederstecken,  1920[2]

[Redigera Wikidata]